# Siuru

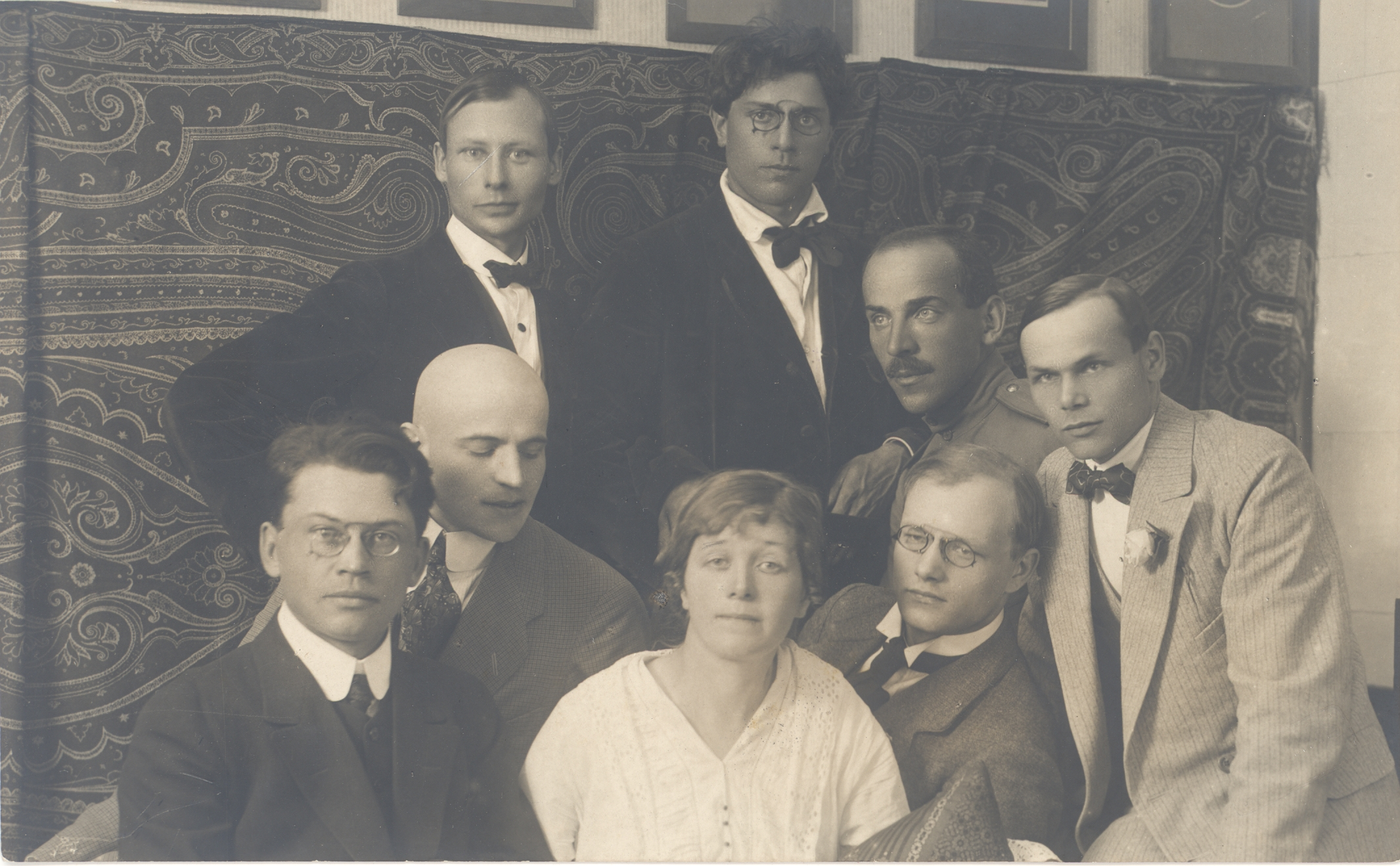
Membres del grup Siuru, darrere: Peet Aren, Otto Krusten; primera fila: Friedebert Tuglas, Arthur Adson, Marie Under, August Gailit, Johannes Semper i Henrik Visnapuu

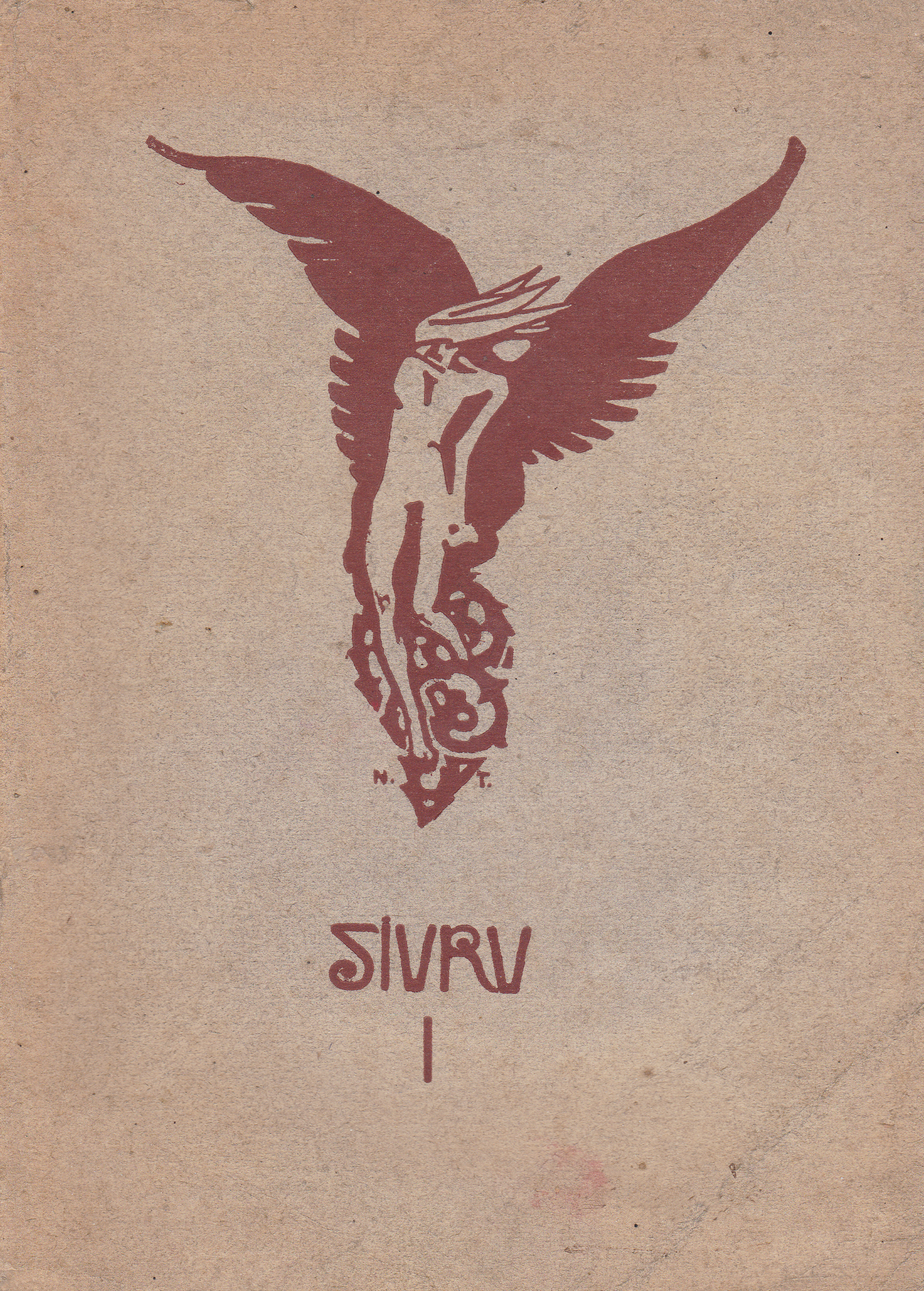
Primera creació del grup, Siuru I

El moviment literari Siuru, anomenat així per un ocell de foc de la mitologia estoniana, es va fundar el 1917 a Estònia. Va ser un moviment expressionista i neoromàntic que es va oposar a la tradició formalista de Noor-Eesti.

## Membres
A més del seu fundador, August Gailit, el moviment va incloure els següents joves poetes i escriptors: Marie Under, Henrik Visnapuu, Johannes Semper, Friedebert Tuglas, Peet Aren, Otto Krusten i Artur Adson. Entre el 1917 i el 1919, Siuru va publicar tres volums de poesia. L'any 1919 van tenir lloc conflictes dins del grup. Visnapuu i Gailit van marxar, mentre que Johannes Barbarus i August Alle s'hi van unir com a nous membres.

## Programa
Els membres de Siuru tenien afinitat amb el futurisme i l'impressionisme. La seva poesia sovint es considerava escandalosa a causa de la seva naturalesa eròtica. La filosofia de Siuru emfatitzava la llibertat de l'esperit humà. Els lemes del grup incloïen Carpe diem! i Que l'alegria de la creació sigui la nostra única força motriu, aquest últim suggerit per Friedebert Tuglas. El símbol del grup era el crisantem blanc.

## Importància
Un resultat important de les activitats de Siuru va ser la popularització de la literatura entre el poble estonià, cosa que va conduir al desenvolupament actiu de la literatura estoniana original a la jove República d'Estònia. Si bé el moviment en si va tenir una vida curta, interrompuda per la independència d'Estònia i el consegüent moviment literari nacional, els seus membres es van convertir en figures importants de la literatura estoniana durant el primer període d'independència i en la comunitat literària estoniana a l'exili durant l'ocupació soviètica.
Marie Under (1883-1980) va ser la líder del moviment i va publicar el seu primer llibre, Sonets, el 1917. Si bé les seves expressions de la natura van trobar un ampli públic, el seu franc erotisme va escandalitzar els conservadors, un tema que va mantenir en les seves obres posteriors. Under va prosseguir una llarga i distingida carrera literària, publicant el seu últim llibre el 1963.
Artur Adson (1889-1977) va publicar el seu primer poemari, El cor ardent, el 1917. Tant aquest com el seu següent poemari, Fanals vells (1919), consistien en poemes d'amor juvenil. Adson va continuar expandint el seu gènere, incloent-hi l'abordatge de temes socials en format clàssic. Adson va escriure nombroses obres de teatre. La seva obra "Els Quatre Reis", un drama sobre l'aixecament estonià de 1343, es considera la seva obra més emocionant. Va continuar escrivint a l'exili i també va publicar diversos llibres de memòries, l'últim el 1953. Adson va ser el segon marit de Marie Under.